# Imeretské království
Imeretské království nebo Království Imeretie (gruzínsky იმერეთის სამეფო, latinizovaně imeretis samepo) byla monarchie na území dnešní Gruzie. Hlavním městem bylo Kutaisi. Existovalo jako samostatný útvar v letech 1455–1810. Předtím, od roku 1260, v rámci Gruzínského království. Osamostatněno bylo dynastií Bagrationů poté, co se Gruzínské království rozpadlo. Imeretské království se rozvíjelo jen s obtížemi, neboť několik století bylo bojištěm mezi gruzínskými a osmanskými silami. Tlak Osmanů přinutil imeretské panovníky podvolit se Moskvě, a získat tak její pomoc a ochranu. V roce 1650 uznali ruskou suverenitu a v roce 1769 ruská armáda Osmany vyhnala. Rusové se však s podřízeností nespokojili a usilovali o plné pozření království. Na nátlak generála a guvernéra Pavla Cicianova udělal v roce 1804 poslední imeretský král Šalamoun II. z Imeretie čistě vazalský stát Ruského impéria. V roce 1810 byl Rusy zcela sesazen, což znamenalo definitivní konec království. Knížectví Megrelie, Abcházie a Gurie se s tím nesmířili, odtrhli se od Imeretie a vyhlásili nezávislost. I ty byly ale později pohlceny Ruskem. V letech 1819–1820 proběhlo protiruské imeretské povstání.

## Panovníci

### Vazalský stát Gruzínského království
- David I. (1258–1293)
- Constantine I. (1293–1326)
- Michael (1326–1329)
- Bagrat I. (1329–1330)
- Alexandre I. (1387–1389)
- George I. (1389–1392)
- Constantine II. (1396–1401)
- Demetrius I. (1401–1455)

### Samostatný stát
- Demetrius II. (1446–1452)
- Bagrat II. (1463–1478)
- Alexander II. (1478–1510)
- Bagrat III. (1510–1565)
- George II. (1565–1585)
- Levan (1585–1588)
- Rostom (1588–1589, 1590–1605)
- Bagrat IV. (1589–1590)
- George III. (1605–1639)
- Alexander III. (1639–1660)
- Bagrat V. (1660–1661, 1663–1668, 1669–1678, 1679–1681)
- Vachtang Tčutčunašvili (1661–1663)
- Archil (1661–63, 1678–79, 1690–91, 1695–96, 1698)
- Demetre (1663–1664)
- George IV. (1681–1683)
- Alexander IV. (1683–1690, 1691–1695)
- Simon (1699–1701)
- George V. (1696–1698)
- Mamia (1701–02, 1711, 1713)
- George VI. (1702–1707)
- George VII. (1707–11, 1712–13, 1713–16, 1719–1720)
- George VIII. (1716)
- Alexander V. (1720–1741, 1741–1746, 1749–1752)
- George IX. (1741)
- Mamuka (1746–1749)
- Šalamoun I. (1752–1766, 1768–1784)
- Teimuraz (1766–1768)
- David II. (1784–1789, 1790–1791)
- Šalamoun II. (1789–1790, 1792–1810)